# Torneo de Singapur 2025
El Torneo WTA de Singapur 2025 fue un evento de tenis de la WTA en la categoría WTA 250. Se disputó en Singapur, en cancha dura bajo techo, entre el 27 de enero al 2 de febrero de 2025.

## Distribución de puntos
| Modalidad           | Campeona | Finalista | Semifinales | Cuartos de final | 2ª ronda | 1ª ronda | Clasificadas | 2ª ronda de clasificación | 1ª ronda de clasificación |
| Individual femenino | 280      | 180       | 110         | 60               | 30       | 1        | 18           | 12                        | 1                         |
| Dobles femenino     | 280      | 180       | 110         | 60               | 1        | -        | -            | -                         | -                         |

## Cabezas de serie

### Individuales femenino
| Tenista            | Ranking | Preclasificada |
| Anna Kalinskaya    | 15      | 1              |
| Elise Mertens      | 35      | 2              |
| Wang Xinyu         | 37      | 3              |
| Polina Kudermetova | 57      | 4              |
| Camila Osorio      | 59      | 5              |
| Emma Raducanu      | 61      | 6              |
| Moyuka Uchijima    | 63      | 7              |
| Alycia Parks       | 60      | 8              |

- Ranking del 13 de enero de 2025.[2]

### Dobles femenino
| Tenista                           | Ranking | Preclasificada |
| Caroline Dolehide Taylor Townsend | 19      | 1              |
| Desirae Krawczyk Giuliana Olmos   | 51      | 2              |
| Wang Xinyu Zheng Saisai           | 124     | 3              |
| Harriet Dart Maia Lumsden         | 143     | 4              |

## Campeonas

### Individual femenino
Elise Mertens venció a  Ann Li por 6-1, 6-4

### Dobles femenino
Desirae Krawczyk /  Giuliana Olmos vencieron a  Wang Xinyu /  Zheng Saisai por 7-5, 6-0